# Galloisiana nipponensis
Galloisiana nipponensis är en insektsart som först beskrevs av Andrew Nelson Caudell och King 1924.  Galloisiana nipponensis ingår i släktet Galloisiana och familjen Grylloblattidae. Inga underarter finns listade i Catalogue of Life.

## Bildgalleri

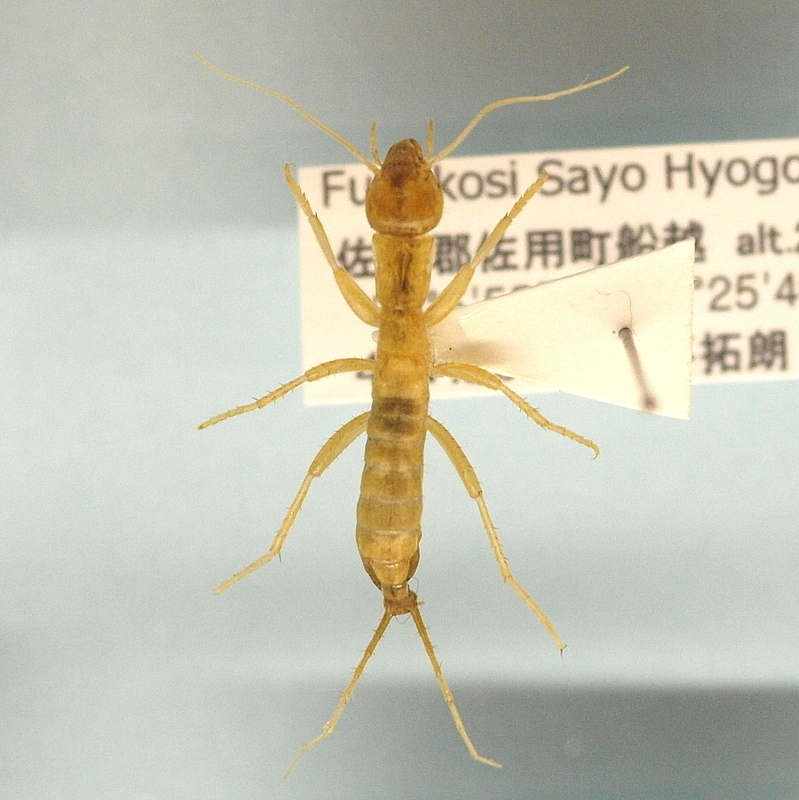
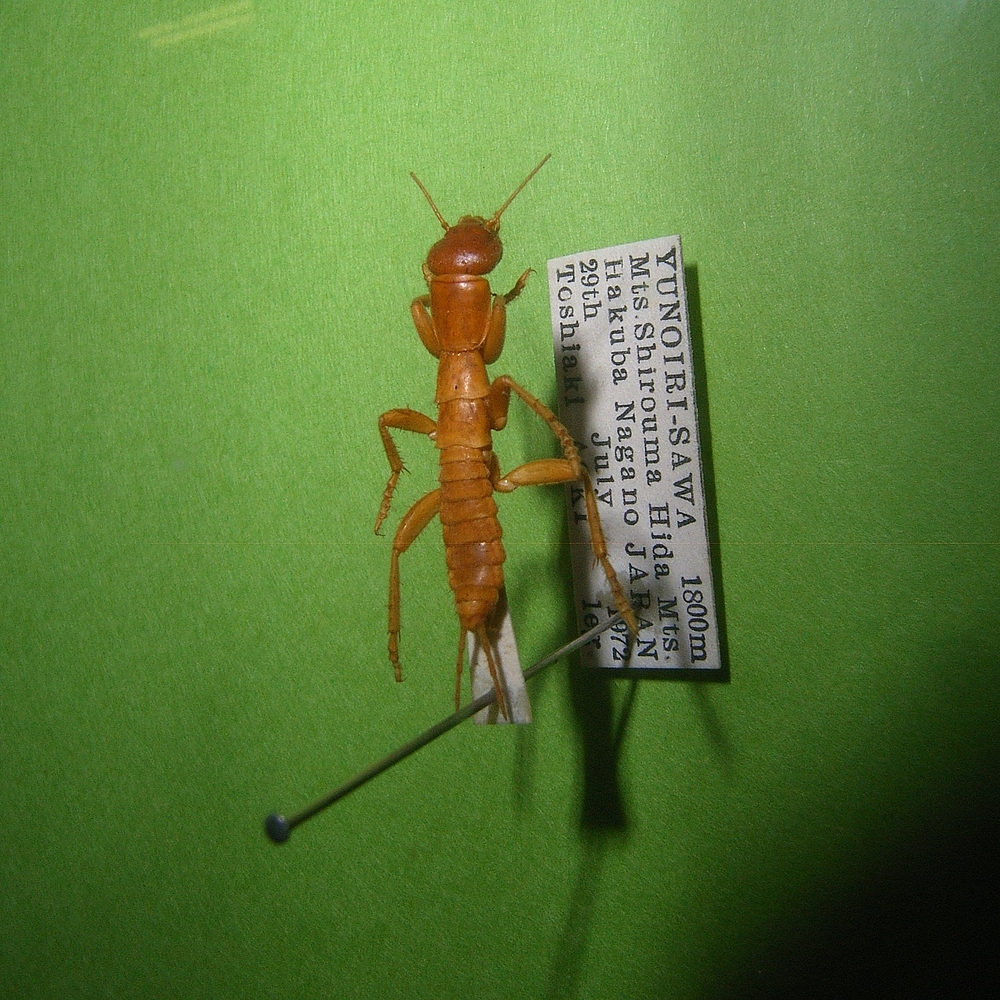